# Даза
Даза (итал. Dasà) — коммуна в Италии, располагается в регионе Калабрия, подчиняется административному центру Вибо-Валентия.
Население составляет 1303 человека, плотность населения составляет 217 чел./км². Занимает площадь 6,19 км². Почтовый индекс — 89832. Телефонный код — 0963.
Покровителем населённого пункта считается святитель Николай, Мирликийский Чудотворец. Праздник ежегодно празднуется 6 декабря.
Даза граничит с Аккуаро, Арена, Динами.